# Sóng cắt chia tách
Sóng cắt chia tách, còn được gọi là lưỡng chiết địa chấn, là hiện tượng xảy ra khi sóng cắt phân cực  vào một môi trường dị hướng. Tia sóng cắt chia tách thành hai sóng cắt phân cực. Sóng cắt chia tách thường được dùng như một công cụ để kiểm tra tính dị hướng của một khu vực được quan tâm. Các phép đo này phản ánh đúng mức độ dị hướng và giúp hiểu rõ hơn về sự liên kết tinh thể.
Chúng ta có thể nghĩ sự dị hướng của một vùng cụ thể là một hộp đen và các phép đo sóng cắt chia tách là một cách nhìn xem cái gì ở trong hộp.

## Cơ chế vật lý

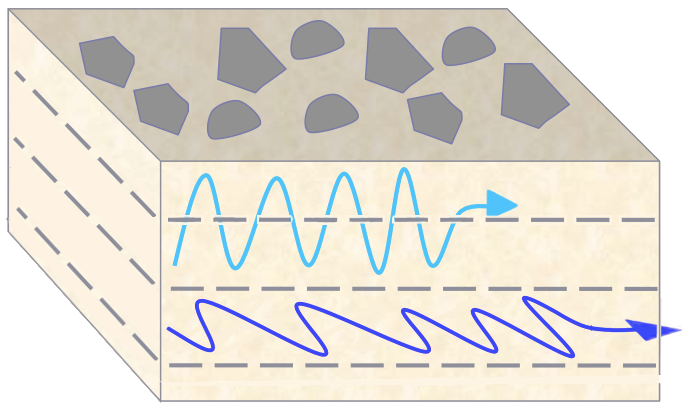
Sơ đồ của sóng phân cực đi qua một môi trường dị hướng.

Sự chênh lệch trong vận tốc di chuyển của hai sóng cắt có thể được giải thích bằng cách so sánh sự phân cực của chúng với hướng dị tính chủ yếu trong khu vực. Sự tương tác giữa những hạt nhỏ mà tạo nên vật rắn và chất lỏng có thể được sử dụng như so sánh tương tự cho cách sóng di chuyển qua một môi trường. Chất rắn liên kết rất chặt chẽ các hạt nên truyền năng lượng rất nhanh chóng và hiệu quả. Trong chất lỏng, các hạt được gắn kết lỏng lẻo hơn nhiều và thường tốn nhiều thời gian để năng lượng được truyền đi. Bởi vì các hạt phải di chuyển xa hơn để truyền năng lượng cho nhau. Nếu một sóng cắt bị phân cực song song với các vết nứt trong môi trường đẳng hướng, thì nó có thể trông như sóng tối màu xanh trong hình. Sóng này tác động vào hạt giống như năng lượng được chuyển qua một chất rắn. Nó sẽ có một vận tốc cao vì sự gần nhau của các hạt. Nếu có một sóng cắt đó bị phân cực vuông góc với vết nước bị lấp đền bởi chất lỏng hoặc tinh thể olivine nhỏ dài có trong môi trường, thì nó sẽ tác động vào các hạt giống như ở chất lỏng hoặc khí. Năng lượng này sẽ được truyền chậm hơn qua môi trường và vận tốc chậm hơn so với sóng cắt đầu tiên.
Thời gian chậm giữa sự đến của các sóng cắt phụ thuộc vào vài yếu tố bao gồm độ dị hướng và khoảng cách sóng di chuyển tới những trạm thu. Môi trường có các vết nức rộng hơn, lớn hơn sẽ chậm hơn một môi trường với các vết nước nhỏ hoặc thậm chí là vết nứt đóng. Sóng cắt chia tách sẽ tiếp tục xảy ra cho đến khi vận tốc sóng cắt dị hướng về đến 5,5%.

## Giải thích toán học
Giải thích toán học (lý thuyết Ray)
Phương trình chuyển động trong hệ tọa độ Descartes hình chữ nhật  có thể được viết như sau

| {\displaystyle {\frac {\partial }{\partial x_{i}}}\left[c_{ijkl}{\frac {\partial U_{k}}{\partial x_{l}}}\right]=\rho {\frac {\partial ^{2}U_{j}}{\partial t^{2}}}} | \| \| \| \| \| \| \| \| | (1) |
| |                         |     |
| |                         |     |
trong đó t là thời gian, {\displaystyle \rho } là khối lượng riêng, {\displaystyle U_{j}} là thành phần của li độ U, và {\displaystyle c_{ijkl}} đại diện cho tenxơ đàn hồi.

Mặt sóng có thể được mô tả bởi phương trình

| {\displaystyle t=\tau \left(x_{i}\right)} | \| \| \| \| \| \| \| \| | (2) |
|                                           |                         |     |
|                                           |                         |     |
Nghiệm của phương trình (1) có thể được thể hiện như là một chuỗi:

| {\displaystyle U_{k}\left(x_{i},t\right)=\sum _{n=0}^{\infty }U_{k}^{\left(n\right)}\left(x_{i}\right)f_{n}\left(t-\tau \left(x_{i}\right)\right)} | \| \| \| \| \| \| \| \| | (3) |
| |                         |     |
| |                         |     |
trong đó hàm {\displaystyle f_{n}\left(\vartheta \right)} thỏa mãn mối quan hệ

| {\displaystyle df_{n+1}\left(\vartheta \right)/d\vartheta =f_{n}\left(\vartheta \right)} | \| \| \| \| \| \| \| \| | (4) |
|                                                                                          |                         |     |
|                                                                                          |                         |     |
Thay thế (3) vào (1),

| {\displaystyle N\left(U^{\left(n\right)}\right)-M\left(U^{\left({n-1}\right)}\right)+L\left(U^{\left({n-2}\right)}\right)=0} | \| \| \| \| \| \| \| \| | (5) |
| |                         |     |
| |                         |     |
trong đó các toán tử véc tơ N, M, L được đưa ra bởi các công thức:

| {\displaystyle {\begin{cases}N_{j}\left(U^{\left(n\right)}\right)=\Gamma _{jk}U_{k}^{\left(n\right)}-U_{j}^{\left(n\right)}\\M_{j}\left(U^{\left(n\right)}\right)=p_{i}~a_{ijkl}{\frac {\partial U_{k}^{\left(n\right)}}{\partial x_{l}}}+\rho ^{-1}{\frac {\partial }{\partial x_{i}}}\left(\rho ~a_{ijkl}~p_{l}U_{k}^{\left(n\right)}\right)\\L_{j}\left(U^{\left(n\right)}\right)=\rho ^{-1}{\frac {\partial }{\partial x_{i}}}\left(\rho ~a_{ijkl}{\frac {\partial U_{k}^{\left(n\right)}}{\partial x_{l}}}\right)\end{cases}}} | \| \| \| \| \| \| \| \| | (6) |
| |                         |     |
| |                         |     |
trong đó

| {\displaystyle \Gamma _{jk}=p_{i}~p_{l}~a_{ijkl},\quad a_{ijkl}=c_{ijkl}/\rho ,\quad p_{i}={\frac {\partial \tau }{\partial x_{i}}}} | \| \| \| \| \| \| \| \| | (7) |
| |                         |     |
| |                         |     |
Với bậc đầu tiên {\displaystyle n=0}vì vậy {\displaystyle U^{\left(-1\right)}=U^{\left(-2\right)}=0} và chỉ còn lại thành phần đầu tiên của phương trình (5).

Do đó,

| {\displaystyle N_{j}\left(U^{\left(0\right)}\right)=\Gamma _{jk}U_{k}^{\left(0\right)}-U_{j}^{\left(0\right)}==\left(\Gamma _{jk}-\delta _{jk}\right)U_{k}^{\left(0\right)}==0} | \| \| \| \| \| \| \| \| | (8) |
| |                         |     |
| |                         |     |
Để có được nghiệm của phương trình (8), cần có giá trị riêng và vectơ riêng của ma trận {\displaystyle \Gamma _{jk}},

| {\displaystyle Det\left(\Gamma _{jk}-G\delta _{jk}\right)=0} | \| \| \| \| \| \| \| \| | (9) |
|                                                              |                         |     |
|                                                              |                         |     |
có thể được viết lại thành

| {\displaystyle G^{3}-PG^{2}+QG-R=0} | \| \| \| \| \| \| \| \| | (9) |
|                                     |                         |     |
|                                     |                         |     |
trong đó các giá trị  {\displaystyle P,Q} và {\displaystyle R} là lượng bất biến của ma trận đối xứng {\displaystyle \Gamma _{jk}}.

Ma trận {\displaystyle \Gamma _{jk}} có ba vectơ riêng: {\displaystyle g_{1},~g_{2},~g_{3}} tương ứng với ba giá trị riêng {\displaystyle G_{1},~G_{2},} và {\displaystyle ~G_{3}}.
- Trong môi trường đẳng hướng, {\displaystyle G_{1}=\alpha ^{2}p_{i}p_{i}} tương ứng với sóng dọc và {\displaystyle G_{2}=G_{3}=\beta ^{2}p_{i}p_{i}} tương ứng với hai sóng cắt cùng di chuyển.
- Trong môi trường dị hướng,{\displaystyle G_{2}\neq G_{3}} chỉ ra rằng hai sóng cắt chia tách.

### Mã MATLAB để diễn tả
Bạn có thể tải về một mã MATLAB mã và tạo ra một đoạn phim ở đây Lưu trữ ngày 9 tháng 3 năm 2013 tại Wayback Machine trên trang web MathWorks.